# Церковь Троицы Живоначальной (Красное Сумароково)
Церковь Троицы Живоначальной в селе Красное Сумароково Костромской области — церковь, построенная в 1766 году в Костромском имении Сумароковых по заказу Ивана Семёновича Шокурова, владельца имения.

## История храма
Само село изначально называлось Красным — красивым, — после же к его названию добавилась фамилия рода, владевшего им — Сумароковых. О селе и церкви пишет граф Михаил Владимирович Толстой. Он рассказывает о своих «Бабушках-Сумароковых», вспоминая и о Троицкой церкви, у которой погребены их тела. Усадебный комплекс в Красном-Сумароковых сформировался не позднее 3-й четверти XVIII века, когда усадьбой владела Прасковья Ивановна Сумарокова. Об истории храма, относящегося к этому комплексу, можно узнать из храмовой летописи, находящейся на разгранке первого и второго ярусов росписи четверика. Уже в 1628 году упоминается церковь «Живоначальные Троицы в вотчине Михаила Пушкина в селе Красном». В 1627—1631 гг. она упоминается «за Михаилом Володимировым сыном Шокурова».
Нынешняя Троицкая церковь с колокольней построена в 1766 году усердием прихожан, и тогда же была расписана костромскими художниками. Построили её при Иване Семёновиче Шокурове, «и при нем же храм расписан по всем стенам кондаками и икосами из Богородичного акафиста» — архитектурные формы и внутреннее убранство создавались одновременно. В храме находятся три престола: Троицы Живоначальной, Усекновения главы Иоанна Предтечи и преподобного Сергия Радонежского. При церкви есть кладбище, также недалеко от неё есть второе, с каменной церковью, без колокольни. В XVII в. по административно-территориальному делению село входило в Костромской уезд в Хоруганов стан.

## Росписи
Росписи выполнены одновременно со строительством церкви братьями Иваном, Василием и Лукой Носковыми. Информация об этом содержится в плохо сохранившихся надписях на стенах храма. Из них известно, что храм расписывали как минимум шесть художников, имена трёх из которых возможно разобрать. Хотя в основном все создали именно мастера Носковы, в храме есть и более поздние росписи — например, трапезная была расписана в XIX веке. Ветхозаветные сюжеты в росписях преобладают над новозаветными, что достаточно необычно для стенной росписи XVII—XVIII веков. Также в церкви можно встретить достаточно редкие для росписей Поволжья сюжеты — «Пилат вопрошает у толпы имя осуждённого» и «Христос и Пилат (Что есть истина)».Несмотря на время написания — вторая половина XVIII века, — в росписях обнаруживается не так много барочных элементов. Выполнены сами росписи в целом в спокойных тонах, впрочем, тут также может иметь значение вопрос их сохранности и возможность выцветания.

### Композиция
Интересен выбор алтарной росписи. В своде алтаря развернута сцена Распятия, на его склонах помещены десять клейм страстного цикла и Воскресение («Сошествие во ад»). Это не до конца типично для храмовой росписи как конкретно Поволжья, так и в принципе. Подобное явление можно заметить в алтарной росписи новгородских храмов XIV века, что становится интересной параллелью. При этом, анализировать эти росписи имеет смысл скорее в связи с ярославской художественной школой, так как многие ярославские мастера в XVII—XVIII веках декорировали костромские храмы (как, например, церкви в Нерехте — Богоявленскую (Никольскую) церковь и другие), и их школа имела влияние на костромских мастеров.
В простенках по сторонам восточного окна апсиды написаны две композиции: «Поминальная служба Иакова, Брата Господня» и «Сошествие Святого Духа на апостолов». Последняя сцена оригинальна по иконографии: по сторонам от Богоматери показаны две мироносицы (одна из них — святая Мария Магдалина), на которых, как и на апостолов, нисходит Святой Дух в виде языков пламени.
В основном объёме храма в сомкнутом своде четверика написана Троица Новозаветная в варианте Сопрестолия в окружении девяти чинов Сил небесных, расположенных в двух ярусах, на трех лотках. На восточном лотке развернута композиция Распятия с четырьмя предстоящими святыми, с двумя оплакивающими Христа ангелами. Она венчала утраченный иконостас. Стены четверика содержат пять ярусов росписи, примерно равных по высоте. В двух верхних ярусах представлены события Ветхого Завета: деяния праотцев (от Грехопадения до Смерти Омана) и деяния пророков. В трех нижних ярусах развернут евангельский цикл. Часть нижнего яруса росписи (на северной стене) отведена для сцен, прославляющих Богоматерь. Живопись в ярусах, расположенных на уровне окон первого и второго света, захватывает и оконные откосы. В перемычках оконных проемов написаны херувимы.
Композиция росписи фризовая, без разбивки на клейма. В общий для каждого яруса пейзажный фон вкраплены архитектурные мотивы портики, лоджии и даже ротонда, которые служат кулисами для событий, происходящих в интерьере. Ковровому типу композиции соответствует цветовая пестрота живописи. Основное тепло-холодное сочетание желто-коричневого и голубого дополнено более нейтральным зелёным цветом. Для вкраплений красного и синего выбраны темные оттенки. Можно провести сравнение цветовой гаммы с росписями в Богоявленской церкви. В обоих храмах ключевыми цветами в одеянии являются как раз темные оттенки красного и синего, которые выделяются на общем фоне.
Эскизная манера написания фонов, отказ от тщательной иконной проработки фигур, внимание к новым архитектурным мотивам позволяют считать роспись Троицкой церкви памятником переходного типа. Новое здесь проявляется в утрате детальности письма и использовании редких изводов для ряда сюжетов.

### Росписи в трапезной
Настенная живопись в трапезной относится к последней четверти XIX века. Композиции исполнены маслом в позднеакадемической манере. Они заключены в орнаментированные рамы. На потолке частично сохранилась большая центральная композиция (Троица Новозаветная с собором небесных сил) и одна из угловых сцен («Вознесение Господне»). На западной стене над входом написано «Благословение детей». Рамы сюжетных клейм и фоны между ними орнаментированы в гризайльной манере. Основной мотив фоновой орнаментики — сложное ленточное плетение в сочетании с крестами. Орнаменты написаны на цветных фонах. Рамы клейм декорированы растительными мотивами «под лепку».

### Распятие
В росписях Красного-Сумароковых развернута композиция Распятия с четырьмя предстоящими святыми, с двумя оплакивающими Христа ангелами. В центре композиции находится фигура Христа, несколько увеличенная по сравнению с другими героями, но не выделяющаяся за счёт цветового решения. Более того, песочный цвет, которым обрисована фигура, перекликается с золотистыми нимбами и крыльями тех, кто окружает Распятие, и с золотистым фоном, на котором выделяется Бог-Отец, с небес наблюдающий за происходящим и замыкающий композицию по вертикали.